# Lac de Maine (quartier)
Pour l’article homonyme, voir Lac de Maine.
Le Lac de Maine est un quartier angevin situé sur la rive droite de la Maine, à près de 4 kilomètres du centre-ville, construit dans le dernier quart du XXe siècle. Il doit son nom au lac artificiel créé par la municipalité au début des années 1970 et sur les rivages duquel a été aménagé un parc de loisirs.
Le Lac de Maine est aujourd'hui le quartier le moins dense de la ville. Il a été pensé comme une cité-jardin de faible densité et respectueuse de l'environnement - avec, par exemple la conservation de nombreux chemins ruraux transformés en voies piétonnes et cyclables. Le bâti juxtapose des petits immeubles collectifs ou semi-collectifs, dont les HLM, et des îlots pavillonnaires.
C'est un des quartiers les plus aisés d'Angers.

## Histoire
Construit comme un amphithéâtre autour d'un lac artificiel, le quartier du Lac de Maine est créé au début des années 1970.
Une première tranche de construction a lieu dès le début des années 1970. Cette tranche comprenant 2 300 logements dont 40% pavillonnaires.
Dès 1989, l'accroissement démographique nécessité la création d'un collège qui est rapidement agrandi.
Au cours des années 1990, il s'est étendu vers l'ouest avec la construction de la ZAC Mollières (quelque 500 logements en majorité pavillonnaires) que le bois du château de Mollières sépare de la zone d'activité de l'Hoirie et d'Angers-Beaucouzé.

## Habitat
Ce quartier est le théâtre d'expérimentation autour de l'habitat individuel ou collectif. On peut citer par exemple :
- L' "habitat bioclimatique", 1983 : 27 pavillons individuels conçu par les architectes Mazeau, Parant et Énard[3].
- L'expérimentation "habitat différent", 1983 : Un ensemble de 17 foyers regroupés au sein d'une association. Les habitants mettent en commun : atelier, salle commune, espaces verts, garages[4].
- Logements collectifs « Férolbosc », 1982 : ils sont conçus par les architectes Yves Rolland et Férolbosc. Également appelés ILT (car en forme de I, de L ou de T), ces logements sont constitués d'éléments préfabriqués transportables permettant des économies d'échelle, autorisant ainsi un niveau de prestation supérieur (thermique et acoustique) au standard HLM[1],[3].

## Commerces
À l'entrée du quartier, desservi par la rocade de l'Atlantique, a été ouvert en 1983 le vaste centre commercial Grand Maine. Structuré autour d'un hypermarché - d'abord Euromarché puis Carrefour (en 1992) -, il comprend 70 boutiques, une cafétéria Eris et des restaurants avec, à proximité, une zone commerciale comprenant une dizaine de moyennes surfaces spécialisées.
Un second centre commercial a vu le jour en 2002 dans la ZAC Mollières à l'extrémité ouest du quartier. Il s'agit ici d'un centre de proximité regroupant onze magasins autour d'un supermarché Simply Market devenu Intermarché en mai 2012.

## Espaces verts

### Le Lac de Maine
Le quartier s'organise autour du Lac de Maine, un plan d'eau de 90 hectares creusé dans une ancienne exploitation de gravière à la fin des années 1960. Au cours des années 1970, un parc de loisirs de 110 hectares a été aménagé autour du lac. Vaste espace vert planté d'arbres, il est doté d'équipements sportifs et nautiques, ainsi que d'un camping 4 étoiles, d'un centre d'accueil et d'une Maison de l'environnement. Il constitue de plus un précieux relais ornithologique.

### Le parc Demazis
Le parc jardin est issu d'une propriété datant du XIXe siècle. Il est aujourd'hui constitué d'une mare, d'une maison et de dépendances. Ce parc a été remodelé en 2010 pour assurer une meilleure qualité de l’eau.

## Transports urbains
- Deux lignes du réseau Irigo desservent le quartier : les lignes 6 et 11.

## Emploi
- MAIF Assurance
- ADEME (Agence de l'environnement et la maîtrise de l'énergie)

## Médias
Sont présents dans le quartier les studios de deux radios :
- Chérie FM Angers
- NRJ Angers

## Services publics
- Mairie de quartier
- Maison de quartier
- Bureau de Poste
- Bibliothèque
- 3 mini-crèches
- Un collège (Jean Monnet)
- 3 groupes scolaires (La Perussaie, Jean Rostand et Bois de Mollières)